# Pilea ambecarpa
Pilea ambecarpa är en nässelväxtart som beskrevs av Ignatz Urban. Pilea ambecarpa ingår i släktet pileor, och familjen nässelväxter. Inga underarter finns listade i Catalogue of Life.